# 서던 힙합

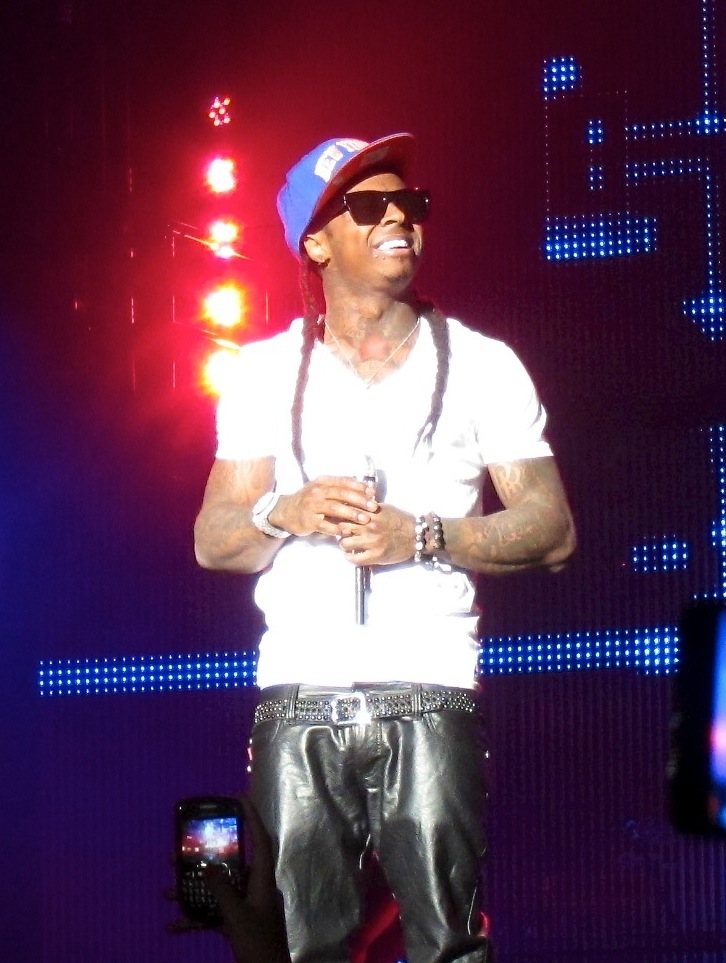

서던 힙합(Southern hip hop) 또는 서던 랩(Southern rap), 사우스 코스트 힙합(South Coast hip hop), 더티 사우스(Dirty South)는 미국 남부, 특히 애틀랜타, 뉴올리언스, 휴스턴, 멤피스, 마이애미에서 발생한 미국 힙합 음악의 하위 장르를 이르는 포괄적 용어이다.
뉴욕과 로스앤젤레스 지역의 1980년대 힙합 문화의 흐름에 대한 반응으로 발생하였으며, 이스트 코스트 힙합과 웨스트 코스트 힙합 이후 세 번째 주요 힙합 장르로 인식된다. 초기의 많은 서던 랩 아티스트가 1990년대 레코드 레이블과 계약하는 데에서 어려움을 겪은 후 독립적으로 또는 믹스테이프로 음악을 발표하였다. 2000년대 초까지 서던 힙합 아티스트는 전국적인 성공을 이룩하였고, 10년 정도가 지나자 서던 힙합의 주류와 언더그라운드 변종들은 전체 장르에서 가장 인기 있고 영향력 있는 장르 중 하나가 되었다.

## 역사
1980년대와 1990년대의 전반에 걸쳐 미국 합합 음악 시장은 동해안과 서해안 출신의 아티스트가 장악하였다. 로스 앤젤레스와 뉴욕은 힙합이 폭넓은 관심을 받은 주요 도시였다. 1980년대에 미국 남부에 걸친 도시들이 힙합 음악 운동을 이해하기 시작하였고, 게토 보이스는 폭넓은 인기를 얻은 최초의 남부 출신 힙합 아티스트 중 하나이다. 서던 힙합의 근원은 1989년 게토 보이스의 《그립 잇! 온 댓 아더 레벌》(Grip It! On That Other Level)과 1990년 《더 게토 보이스》(The Geto Boys), 1991년 《위 캔트 비 스탑트》(We Can't Be Stopped)의 성공으로 거슬러 올라간다.
1990년대에는 애틀란타가 서던 힙합 음악의 중심 도시가 되었다. 아웃캐스트나 구디 몹과 같은 힙합 그룹이 남부가 힙합의 중심지가 되는 것에 기여하였다.  2000년대 중반에는 애틀랜타 출신의 T.I., 루다크리스, 릴 존, 영 지지, 마이애미 출신의  트릭 대디, 릭 로스, 뉴 올리언스 출신의 릴 웨인, 주버나일, 멤피스 출신의 스리 6 마피아가 레이블의 주요한 스타가 되면서 남부 출신의 아티스트들이 주류에서 인기를 얻기 시작하였다.

## 대한민국에서의 서던 힙합
도끼의 EP 앨범 《선더그라운드》(Thunderground)가 서던 힙합을 표방한 앨범이다. 크라운제이도 서던 힙합 레이블 허슬 그랜드에 같이 소속된 영 드로가 피쳐링한 싱글 《아임 굿》(I'm Good)을 발표한 바 있다.

## 같이 보기
- 멈블 랩
- 트랩 음악